# Висхой, Ханс Петер
Ханс Петер Висхой (нем. Hans Peter Wiesheu) — немецкий дирижёр из Мюнхена, известный своей работой с редкими сочинениями старинной и современной музыки.
Наибольший резонанс вызвал записанный Висхоем в 2007 году альбом с произведениями Фридриха фон Флотова — два фортепианных концерта (солист Карл Петерссон), «Юбилейная увертюра» и музыка к пьесе «Вильгельм Оранский в Уайтхолле»; Висхой и руководимый им Пльзеньский симфонический оркестр действовали в этой записи «ответственно и умело».
В 2013 году вместе с другим коллективом из Чехии, Чешским симфоническим оркестром (Ческе-Будеёвице), Висхой впервые после 190-летнего перерыва исполнил в Регенсбурге музыкальные произведения князя Карла Александра фон Турн-и-Таксис и его придворного капельмейстера Теодора фон Шахта, ноты которых он реконструировал по материалам, обнаруженным в местных архивах. В послужном списке Висхоя также премьера последнего оркестрового сочинения Вильгельма Кемпфа «День в Позитано».
В 2007 году Висхой дирижировал в Баварии торжественным концертом в честь 80-летия папы Бенедикта